# Canton des Aix-d'Angillon
Pour les articles homonymes, voir Aix et Angillon.
Le canton des Aix-d'Angillon est une ancienne division administrative française située dans le département du Cher.

## Géographie
Ce canton était organisé autour des Aix-d'Angillon dans l'arrondissement de Bourges. Son altitude variait de 126 m (Saint-Germain-du-Puy) à 427 m (Morogues) pour une altitude moyenne de 182 m.

## Représentation

### Conseillers généraux de 1833 à 2015
| Période | Période          | Identité                           | Étiquette     | Qualité                                                                                           |
| ------- | ---------------- | ---------------------------------- | ------------- | ------------------------------------------------------------------------------------------------- |
| 1833    | 1839 (décès)     | Jean-Claude Naudin (1784-1839)     |               | Président de la Cour royale de Paris Propriétaire aux Aix-d'Angillon                              |
| 1839    | 1848             | Jacques Turquet (1793-1849)        |               | Conseiller à la Cour royale de Bourges                                                            |
| 1848    | 1871 (décès)     | Claude Bazenerye (1796-1871)       |               | Président de chambre honoraire à la Cour Impériale de Bourges                                     |
| 1871    | 1874             | Henri Alfred Chéneau               | Républicain   | Propriétaire du château de Brécy Maire de Brécy                                                   |
| 1874    | 1880             | Sylvain Prosper Achet (1826-1902)  | Droite        | Avocat, Parassy                                                                                   |
| 1880    | 1884 (démission) | Henri Chéneau (fils d'H.A.Chéneau) | Républicain   | Propriétaire du château de Brécy Maire de Brécy Député (1881-1885)                                |
| 1884    | 1886             | Jean Abdon Courrèges (1849-1906)   | Républicain   | Médecin, maire des Aix-d'Angillon Président de l'association des médecins du Cher                 |
| 1886    | 1922             | Louis Debaune                      | Rad.          | Propriétaire, négociant en grains et agent d'affaires maire des Aix-d'Angillon Député (1902-1919) |
| 1922    | 1940             | Ferdinand Brenet                   | RG            | Vétérinaire, adjoint au maire des Aix-d'Angillon Nommé conseiller départemental en 1943           |
|         |                  |                                    |               |                                                                                                   |
| 1945    | 1975 (décès)     | Clément Brocadet (1896-1975)       | SFIO puis DVD | Cultivateur Maire de Rians (1929-1975)                                                            |
| 1975    | 1988             | René Millet                        | CD puis DVD   | Agriculteur, maire de Brécy (1953-1995)                                                           |
| 1988    | 2015             | Maxime Camuzat                     | PCF           | Fonctionnaire Maire de Saint-Germain-du-Puy (1977-2017) 1er Vice-Président du Conseil Général     |

### Conseillers d'arrondissement (de 1833 à 1940)
| Période                                  | Période      | Identité                                 | Étiquette               | Qualité |
| ---------------------------------------- | ------------ | ---------------------------------------- | ----------------------- | --- |
| 1833                                     | 1848         | François Chauvigné                       |                         | Notaire, maire des Aix-d'Angillon                                                                           |
| 1848                                     |              | Adolphe François Henri Delarue           |                         | Conseiller à la Cour d'Appel de Bourges                                                                     |
|                                          |              |                                          |                         | |
|                                          | 1882 (décès) | Laurent Frossard-Desrivières (1844-1882) |                         | Propriétaire à Aubinges                                                                                     |
|                                          |              |                                          |                         | |
|                                          | 1895         | André Brunet                             | Républicain radical     | Maire de Saint-Michel-de-Volangis                                                                           |
| 1895                                     | 1901         | Alexandre Villaudy                       | Républicain radical     | Ancien greffier de la justice de paix                                                                       |
| 1901                                     | 1919 (décès) | Louis-Léon Lormeau                       | Socialiste puis Radical | Agriculteur, maire de Saint-Germain-du-Puy                                                                  |
| 1919                                     | 1922         | Ferdinand Brenet                         | Radical                 | Vétérinaire aux Aix-d'Angillon                                                                              |
| 1922                                     | 1931         | Théophile Paulin                         | Républicain             | Propriétaire viticulteur, maire de Morogues                                                                 |
| 1931                                     | 1940         | Eugène Daudet                            | Radical                 | Propriétaire, maire d'Aubinges                                                                              |
| 1940                                     |              |                                          |                         | Les conseils d'arrondissement ont été suspendus par la loi du 12 octobre 1940 et n'ont jamais été réactivés |
| Les données manquantes sont à compléter. |              |                                          |                         | |

## Composition
Le canton des Aix-d'Angillon regroupait douze communes et comptait 12 466 habitants (recensement de 1999 sans doubles comptes).
| Communes                 | Population (2012) | Code postal | Code Insee |
| ------------------------ | ----------------- | ----------- | ---------- |
| Les Aix-d'Angillon       | 2 006             | 18220       | 18003      |
| Aubinges                 | 333               | 18220       | 18016      |
| Azy                      | 439               | 18220       | 18019      |
| Brécy                    | 706               | 18220       | 18035      |
| Morogues                 | 424               | 18220       | 18156      |
| Parassy                  | 423               | 18220       | 18176      |
| Rians                    | 1 017             | 18220       | 18194      |
| Saint-Céols              | 32                | 18220       | 18202      |
| Saint-Germain-du-Puy     | 5 007             | 18390       | 18213      |
| Saint-Michel-de-Volangis | 331               | 18390       | 18226      |
| Sainte-Solange           | 1 304             | 18220       | 18235      |
| Soulangis                | 444               | 18220       | 18253      |

## Démographie
| 1962  | 1968  | 1975   | 1982   | 1990   | 1999   | 2006   | 2011   | 2012   |
| ----- | ----- | ------ | ------ | ------ | ------ | ------ | ------ | ------ |
| 6 476 | 7 096 | 10 248 | 11 672 | 12 565 | 12 466 | 12 390 | 12 547 | 12 633 |